# In Treatment
In Treatment (br: Em Terapia; pt: Terapia ) é uma série de televisão americana, do canal HBO, vencedora de um Globo de Ouro e dois Emmys. Produzida por Rodrigo García, narra a vida de um psicoterapeuta, o doutor Paul Weston, e suas sessões semanais com vários pacientes. Ela estrela Gabriel Byrne, vencedor do Globo de Ouro de Melhor Ator em uma Série Dramática. A série estreou em 28 de janeiro de 2008, e era exibida 5 noites por semana. O formato, o roteiro e a abertura foram baseados na célebre série israelense Be'tipul, criada por Hagai Levi.
Para a primeira temporada, foram filmados 43 episódios, cobrindo nove semanas para a maioria dos pacientes, exceto os de segunda e terça-feira, que tiveram apenas oito semanas. A série foi renovada para uma segunda temporada, sendo que apenas Gabriel Byrne e Dianne Wiest continuaram no elenco.
Em outubro de 2020, a HBO confirmou que a série voltaria para uma quarta temporada com Uzo Aduba no papel principal. A temporada de 24 episódios estreou em 23 de maio de 2021 e foi ao ar em quatro episódios semanais.
A série também uma versão brasileira intitulada Sessão de Terapia, uma portuguesa com o nome Terapia e uma versão argentina denominada "En Terapia".

## Primeira temporada
| Ator                          | Personagem      | Dia da Semana | Descrição                                                                             |
| ----------------------------- | --------------- | ------------- | ------------------------------------------------------------------------------------- |
| Gabriel Byrne                 | Dr. Paul Weston | Todos         | Um terapeuta, casado e com filhos.                                                    |
| Melissa George                | Laura           | Segunda-feira | Uma anestesiologista apaixonada por Paul.                                             |
| Blair Underwood               | Alex            | Terça-feira   | Um piloto de caça que procura terapia após bombardear uma escola e matar 16 crianças. |
| Mia Wasikowska                | Sophie          | Quarta-feira  | Uma ginasta com sonhos olímpicos e tendências suicidas.                               |
| Embeth Davidtz e Josh Charles | Amy e Jake      | Quinta-feira  | Em terapia de casal para decidir fazer ou não um aborto.                              |
| Dianne Wiest                  | Gina            | Sexta-feira   | A terapeuta e mentora de Paul.                                                        |
| Michelle Forbes               | Kate            | Vários        | A esposa de Paul.                                                                     |
| Mae Whitman                   | Rosie           | Vários        | A filha adolescente de Paul.                                                          |
| Jake Richardson               | Ian             | Vários        | O filho universitário de Paul.                                                        |
| Max Burkholder                | Max             | Vários        | Filho de 9 anos de Paul.                                                              |

## Segunda temporada
| Ator            | Personagem      | Dia da Semana | Descrição |
| --------------- | --------------- | ------------- | --- |
| Hope Davis      | Mia Nesky       | Segunda-feira | Ex-paciente de Paul de 20 anos atrás, que o culpa por seu status atual: um workaholic solteiro, sem filhos, que faz escolhas pobres em homens. |
| Alison Pill     | Abril           | Terça-feira   | Instituto Pratt estudante de arquitetura diagnosticado com linfoma que ela tem esconder de todos menos de Paulo. Aparece em negação sobre a gravidade de sua doença. |
| Aaron Shaw      | Oliver          | Quarta-feira  | Oliver, o filho de 12 anos de Bess e Luke, um casal divorciado, que se culpa pelo caos da família. |
| Sherri Saum     | Bess            | Quarta-feira  | Oliver, o filho de 12 anos de Bess e Luke, um casal divorciado, que se culpa pelo caos da família. |
| Russell Hornsby | Luke            | Quarta-feira  | Oliver, o filho de 12 anos de Bess e Luke, um casal divorciado, que se culpa pelo caos da família. |
| John Mahoney    | Walter Barnett  | Quinta-feira  | Auto-confiante CEO com uma história de ataques de pânico, que acha que sua vida está se tornando esmagadora. |
| Dianne Wiest    | Gina            | Sexta-feira   | O próprio terapeuta de Paul e mentor que guia diligentemente Paul longe de uma crise da meia-idade abaixo da estrada à satisfação pessoal e à validação. |
| Glynn Turman    | Alex Prince Sr. | Vários        | Processando Paul por negligência, acusando-o de não ter impedido a morte de seu filho Alex Jr., um antigo paciente que voluntariamente descontinuou a terapia e foi morto em um acidente de avião que foi um acidente ou suicídio. Alex, Sr. e seus advogados alegam que a responsabilidade profissional de Paul era entrar em contato com os militares e relatar Alex, Jr. impróprios para o dever. (Da estação 1). Alex Sr. encontra-se mais tarde com Paul e faz uma oferta carregada: se Paul escreve uma letra que toma a culpa para a morte de Alex Jr., deixará cair a ação de encontro a ele, satisfeita para ter sua opinião que Paul está 100% na falha confirmada. |
| Laila Robins    | Tammy Kent      | Vários        | A primeira namorada de Paul e, por coincidência, uma paciente de Gina ... "a criatura mais bonita que eu já vi ..." |

## Prêmios e indicações

### 61º Emmy Awards
- Melhor Ator Principal em uma Série Dramática (Gabriel Byrne)
- Melhor Atriz Coadjuvante em uma Série Dramática (Dianne Wiest)
- Melhor Atriz Coadjuvante em uma Série Dramática (Hope Davis)

### 60º Emmy Awards
- Melhor Ator Principal em uma Série Dramática (Gabriel Byrne, indicado)
- Melhor Atriz Coadjuvante em uma Série Dramática (Dianne Wiest, vencedora)
- Melhor Ator Convidado em uma Série Dramática ('Glynn Turman', vencedor)
- Melhor Cinematografia para uma Série de Meia-Hora (Fred Murphy, indicado)[6]

### 66º Golden Globe Awards
- Melhor Série de TV - Drama (indicada)
- Melhor Ator Principal em uma Série Dramática (Gabriel Byrne, vencedor)
- Melhor Atriz Coadjuvante em uma Série Dramática (Dianne Wiest, vencedora)
- Melhor Atriz Coadjuvante em uma Série Dramática (Melissa George, indicada)
- Melhor Ator Coadjuvante em uma Série Dramática (Blair Underwood, indicado)[7]

### Prêmios do Sindicato dos Diretores 2008
- Série Dramática (Noturna) (Paris Barclay pela direção de "Alex: Week Eight", indicado)[8]

### Prêmios do Sindicato dos Roteiristas 2009
- Melhor Nova Série (Rodrigo García, Bryan Goluboff, Davey Holmes, William Meritt Johnson, Amy Lippman and Sarah Treem, vencedor)[9]